# Иоанн II (патриарх Константинопольский)
Патриарх Иоа́нн II Каппадоки́ец (греч. Ιωάννης Β΄ Καππαδόκης; умер в 520) — патриарх Константинопольский, святитель.

## Биография
Избран в 518 году на патриарший престол больше по желанию народа, чем по желанию императора Анастасия I. С приходом к власти императора Юстина I и со сменой религиозной политики в государстве, Иоанн признал Халкидонский собор святым и вселенским и подписанием формулы Гормизда предал анафеме своих предшественников на Константинопольской кафедре, начиная с патриарха Акакия. Анафеме были преданы и многие патриархи Александрийской и Антиохийской церквей, в том числе Севир Антиохийский.Так была устранена акакианская схизма. Умер в 520 году.
Почитается Греческой православной церковью 25 августа.